# Kasota
Kasota és una població dels Estats Units a l'estat de Minnesota. Segons el cens del 2000 tenia 680 habitants.

## Demografia
Segons el cens del 2000, Kasota tenia 680 habitants, 275 habitatges, i 196 famílies. La densitat de població era de 260 habitants per km².
Dels 275 habitatges en un 34,2% hi vivien nens de menys de 18 anys, en un 49,5% hi vivien parelles casades, en un 15,3% dones solteres, i en un 28,4% no eren unitats familiars. En el 21,1% dels habitatges hi vivien persones soles el 8,4% de les quals corresponia a persones de 65 anys o més que vivien soles. El nombre mitjà de persones vivint en cada habitatge era de 2,46 i el nombre mitjà de persones que vivien en cada família era de 2,81.
Per edats la població es repartia de la següent manera: un 26,2% tenia menys de 18 anys, un 9% entre 18 i 24, un 27,9% entre 25 i 44, un 27,4% de 45 a 60 i un 9,6% 65 anys o més.
L'edat mediana era de 36 anys. Per cada 100 dones de 18 o més anys hi havia 94,6 homes.
La renda mediana per habitatge era de 39.097 $ i la renda mediana per família de 43.750 $. Els homes tenien una renda mediana de 30.300 $ mentre que les dones 21.711 $. La renda per capita de la població era de 17.503 $. Entorn del 6,6% de les famílies i el 7,8% de la població estaven per davall del llindar de pobresa.

## Poblacions més properes
El següent diagrama mostra les poblacions més properes.